# Qujing
Qujing is een stad in de gelijknamige prefectuur in het noordoosten van de provincie Yunnan van China. Bij de volkstelling van 2020 had de stad 976.161 inwoners, de gehele prefectuur had 5.765.775 inwoners.
Het is met een 129 km lange autoweg met de hoofdstad Kunming verbonden.
De stad Xuanwei ligt in het noorden in de prefectuur Qujing.